# Албаева, Валентина Максимовна
Валентина Максимовна Албаева (род. 1935) — узбекская советская ткачиха, депутат Верховного Совета СССР.

## Биография
Родилась в 1935 году. Русская. Беспартийная. Образование среднее.
С 1954 года ткачиха Самаркандской шёлкоткацкой фабрики имени 26 Бакинских комиссаров.
Депутат Совета Национальностей Верховного Совета СССР 9 созыва (1974—1979) от Самаркандского городского избирательного округа № 110 Узбекской ССР.